# Приключения Джонни Тао: Рок и дракон
«Приключения Джонни Тао: Рок и дракон» (англ. Adventures of Johnny Tao; также известен под названием «Битва с драконом») — американский фильм 2007 года режиссёра Кена Скотта, комедийный боевик с элементами боевых искусств. В главных ролях снимались Мэттью Твайнинг, Мэттью Маллинз, Крис Йен и Джеймс Хонг.

## Сюжет
За 900 лет до событий фильма, в ходе битвы добра со злом, легендарное оружие-артефакт Копьё Дракона было разбито на две части. Спустя века, прямой потомок воина добра по имени Мика, девушка из Китая, отправляется в США на поиски одной из половин копья. Оно оказывается в небольшом американском городке в пустыне. Там живёт Джонни, увлекающийся восточными единоборствами работник заправки, чей отец когда-то был популярным певцом кантри. Часть копья находилась в старой гитаре отца Джонни, а вторую нашёл его друг Эдди. Обнаруженная им «злая» часть копья завладела им, в него вселился древний демон, который в теле Эдди начинает собирать армию «кунг-фу зомби». Джонни и Мика оказываются единственными, кто может остановить демона-Эдди и его войско.

## В ролях
- Мэттью Твайнинг — Джонни Доу, молодой владелец и работник заправки, каратист-любитель и фанат Брюса Ли.
- Мэттью Маллинз — Эдди, приятель Джонни, охотник за НЛО.
- Крис Йен — Мика, китайская воительница, которая находится в погоне за Копьём Дракона.
- Линдсей Паркер — Дженни Браун, местная официантка, которая собирается стать мэром города.
- Марианн Мюллерлейл — Кейт, старшая коллега Дженни по работе.
- Джей Джей Перри — Лидо, главарь местной преступной банды байкеров.
- Джеймс Хонг — Сифу, наставник Мики.
- Джейсон Лондон — Джимми Доу, отец Джонни, певец кантри, пропавший без вести в авиакатастрофе.

## Критика
Рецензент с сайта «Home Media Magazine» назвал фильм «очень интересным» (англ. highly entertaining), похвалив в том числе саундтрек, исполненный в жанре рокабилли. Рецензент «Sci-Fi Online» отметил, что фильм скорее понравится подростковой аудитории, нежели взрослым зрителям.